# باگرا (باریسال)
باگرا (به لاتین: Bagra) یک روستا در بنگلادش است که در استان باریسال و در ناحیه باریسال واقع شده است.